# Onthophagus dejongi
Onthophagus dejongi là một loài bọ cánh cứng trong họ Bọ hung (Scarabaeidae).